# عبد الله حيدر
عبد الله أمين حيدر (مواليد 27 مايو 1985) هو لاعب كرة قدم سعودي.
لعب سابقاً مع أندية الاتحاد والرائد و الحزم .

## وصلات خارجية
عبد الله حيدر على موقع قاعدة بيانات كرة القدم.إي يو (الإنجليزية)